# 亨利二十四世 (罗伊斯-施莱茨-科斯特利茨)

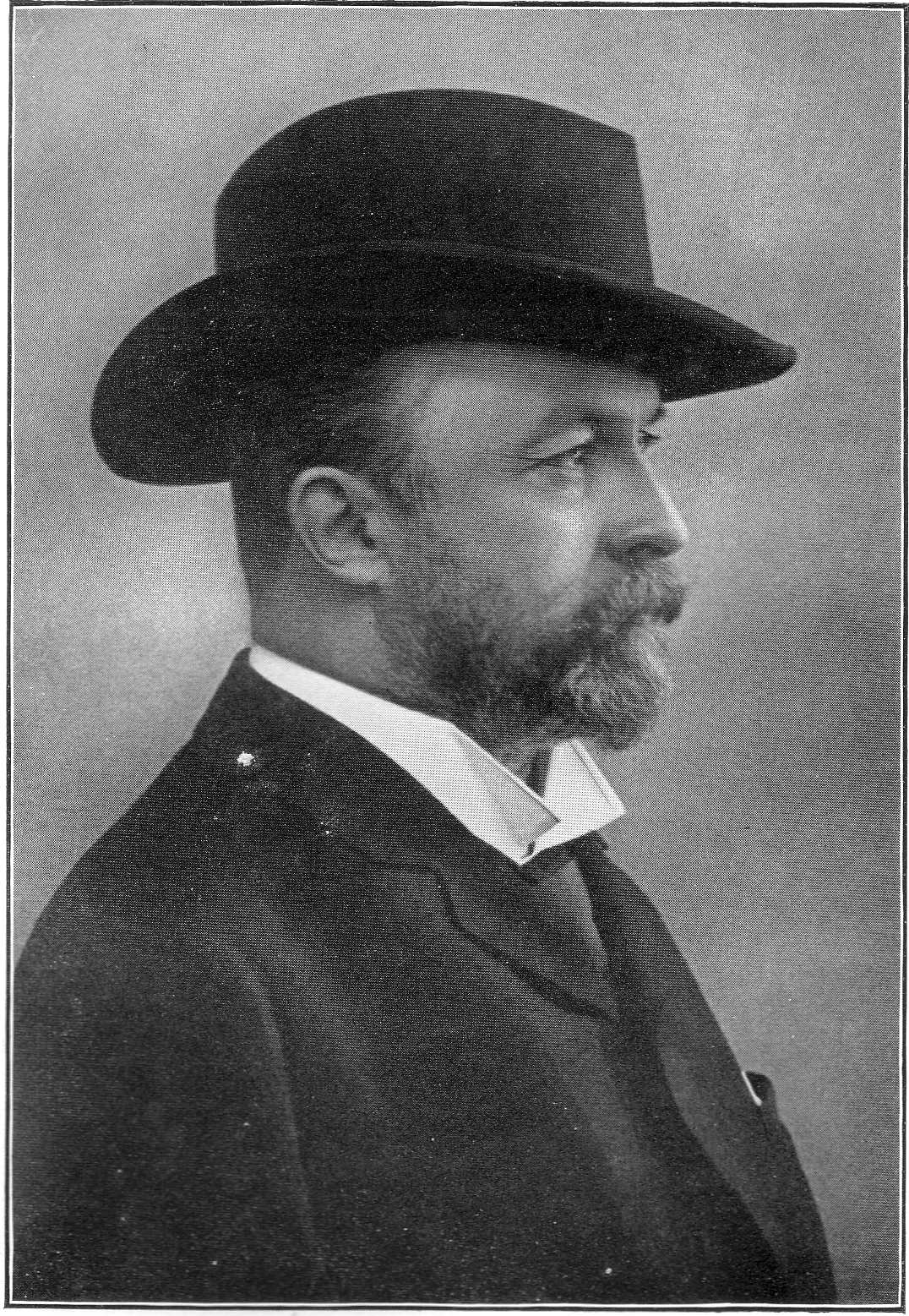
Photograph of the composer Prince Heinrich XXIV in 1907.

亨利二十四世（德語：Heinrich XXIV. Prinz Reuß zu Köstritz，1855年12月8日—1910年10月2日），罗伊斯-科斯特利茨亲王，德国浪漫主義音樂作曲家，出生于奥地利埃恩施特布伦。
他的父親是羅伊斯-科斯特利茨親王亨利四世，妹妹是保加利亞沙皇后艾蕾諾爾，沙皇斐迪南一世的第二任妻子。

## 家庭
1884年5月27日，亨利二十四世与堂姑(即叔公亨利七十四世的女兒)伊莉莎白结婚，兩人有二子三女：
- 雷吉娜·菲丽西塔斯（Regina Felizitas，1886年4月4日—1980年1月31日）；
- 希比拉·加布里埃拉（Sibylle Gabriele，1888年9月26日—1977年3月21日）；
- 亨利三十九世（Heinrich XXXIX，1891年6月23日—1946年2月24日），罗伊斯亲王；
- 亨利四十一世（Heinrich XLI，1892年9月2日—1916年11月29日）；
- 贾斯帕琳·艾蕾諾爾（Gasparine Eleonore，1898年4月5日—1978年11月5日）。